# Telos
Pour les articles homonymes, voir Telos (homonymie).
Telos, du grec ancien Τέλος (télos, la cause finale) est un think tank ou agence intellectuelle auquel contribuent des économistes, politologues, juristes,  sociologues français et étrangers.

## Description
Fondé en décembre 2005 par Zaki Laïdi, qui l'a présidé jusqu'en 2013 avant de céder la place à Gérard Grunberg, ancien directeur scientifique de Sciences Po, Telos se définit comme « d’inspiration réformiste » et n'est affilié à aucun parti politique.
Lionel Zinsou, ancien conseiller de Laurent Fabius, puis associé-gérant de la Banque Rothschild, est administrateur de Telos.
Selon le journal Libération, « la mise en place de ce site se veut une réponse à l'utilisation massive du Net par les partisans du non lors du référendum sur la Constitution européenne. Mais l'un des objectifs de Telos est également de voir ses articles reproduits par les journaux dans leurs pages « débats» ».